# Heimann Joseph Goldschmidt

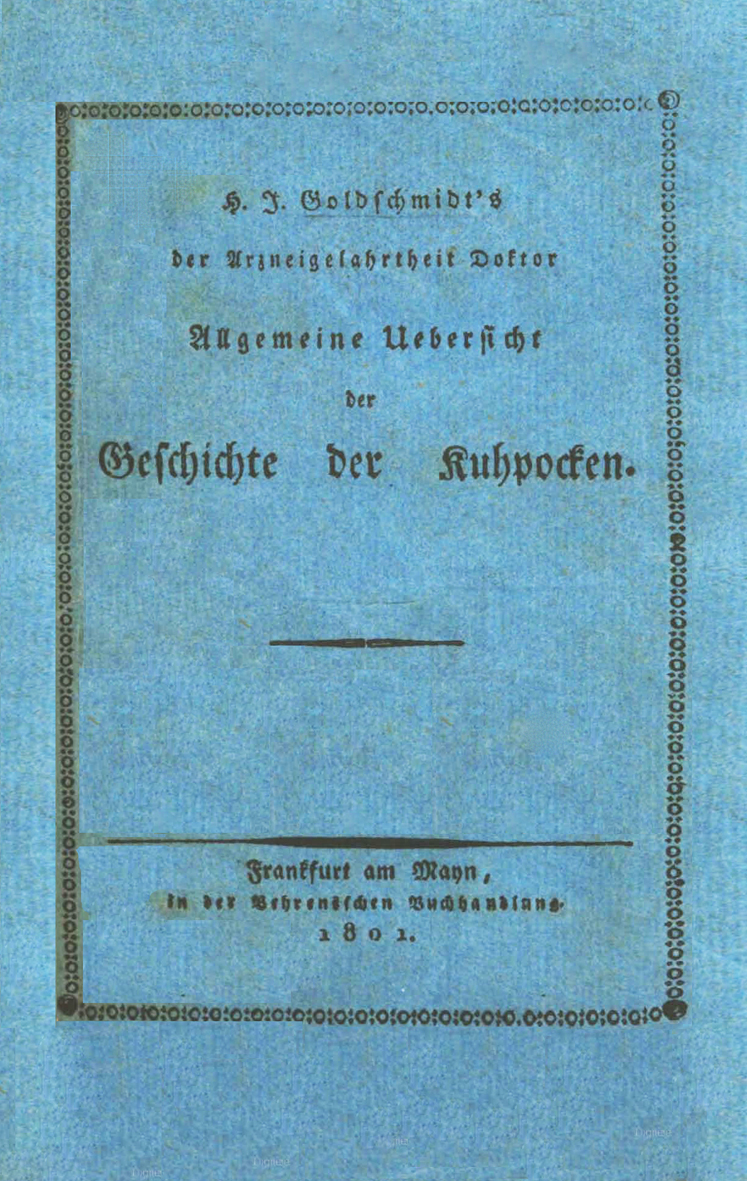
Goldschmidts Allgemeine Übersicht der Geschichte der Kuhpocken und deren Einimpfung, 1801

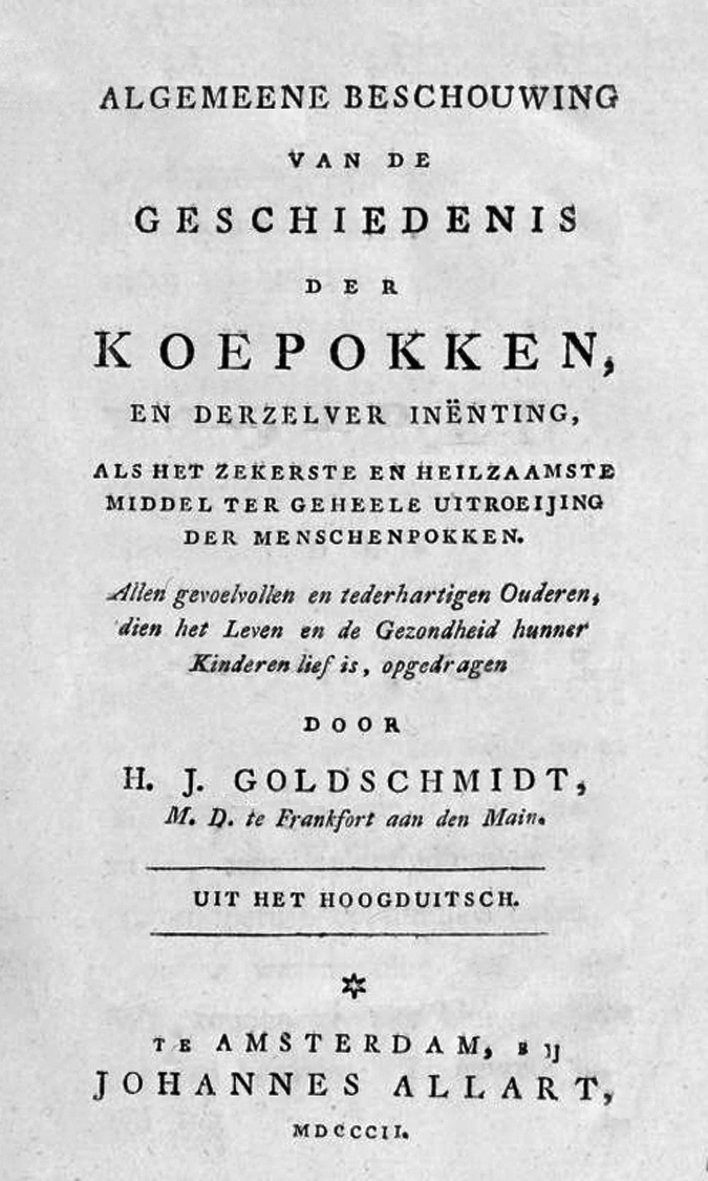
Niederl. Ausgabe: Algemeene beschouwing van de geschiedenis der koepokken, en derzelver inënting, 1802

Heimann Joseph Goldschmidt (* 1761 in Baiersdorf; † 19. November 1835 in Frankfurt am Main) war ein Arzt, der sich neben seiner Tätigkeit als Armenarzt aktiv um die Volksaufklärung wie auch die Verbreitung der Pockenschutzimpfung einsetzte. Sein Buch zur Propagierung der Jennerschen Kuhpocken-Inokulation übte auch in Japan einen starken Einfluss aus.

## Kindheit und Studium
Goldschmidt stammte aus einer armen jüdischen Familie im fränkischen Baiersdorf. Er verlor beide Eltern in seiner frühen Kindheit und wurde von einem Onkel in Königsberg (Preußen) aufgezogen. Allerdings entwickelte er wenig Neigung, dessen Nachfolge als Kaufmann anzutreten. Vielmehr zeigte er starkes Interesse an alten und neuen Sprachen und erwarb sich so gute Mathematikkenntnisse, dass er Privatunterricht erteilen konnte. Dies erregte die Aufmerksamkeit des wohlhabenden Kaufmanns Bernhard Joachim Friedländer (1749–1808), der ihm ein Studium an der Universität Königsberg ermöglichte. Hier hörte er u. a. Vorlesungen von Immanuel Kant zur Logik, Metaphysik, Moralphilosophie, Naturrecht usw. 1788 verfasste er eine Eloge anlässlich der Hochzeit von Samuel Wulff Friedländer mit der Rebecka Meyer Friedländer, einer Schwester des Arztes Michael Friedländer. 1790 verteidigte er seine Dissertation unter Johann Daniel Metzger und erhielt den Doktorgrad der Medizin. Anschließend begab er sich nach Berlin, machte bei dem aus Königsberg stammenden Professor Johann Gottlieb Walter einen anatomischen Kursus und sein Klinikum an der Charité bei dem "Geheimen Rath" und Professor Johann Friedrich Fritze (1735–1807). Kant versah ihn mit einem Empfehlungsschreiben an den Arzt und Philosophen Dr. Marcus Herz, in dem er Goldschmidt als seinen „fleissigen, fähigen, wohlgesitteten und gutmüthigen Zuhörer“ wärmstens empfiehlt.

## Arzt am Frankfurter israelitischen Krankenhaus
Anlässlich einer Reise zu Verwandten in Süddeutschland heiratete Goldschmidt 1792 in Frankfurt am Main eine geborene Bamberger. Im selben Jahr erhielt er von der Stadt die Erlaubnis, als einer der vier jüdischen Ärzte der Stadt am israelitischen Krankenhaus zu praktizieren. In Frankfurt waren jüdische Einwohner seinerzeit noch immer gezwungen, in der katastrophal engen, übervölkerten Judengasse zu leben. Zweimal versuchte Goldtschmidt in einer "untertänigsten Bitte", dass man ihm erlaube, "in der Stadt, und wenn auch nur in einem Bier- oder Gasthaus" wohnen zu dürfen. Im Juni 1795 wurde ihm das "ein für allemal" abgeschlagen. Auch das Verlassen der Judengasse zu alltäglichen Geschäften usw. war bis in Kleinste reglementiert, bis der Rat 1824 nach langen Kämpfen den Juden das Recht zugestand, überall zu wohnen, Häuser und Grundstücke zu erwerben und offene Läden zu halten.
Doch gab es wohlhabende und gebildete jüdische Bürger wie Mayer Amschel Rothschild, dank deren Einsatzes die lokale Gemeinde seit Anfang des 18. Jahrhunderts eine herausragende Schule („Philanthropin“) und ein angesehenes Krankenhaus betreiben konnte.

## Konvertierung und Tätigkeit als Armenarzt und Volksaufklärer
Im Jahre 1808 konvertierte Goldschmidt zum Katholizismus. Nach der Taufe hieß er nunmehr Johann Baptist Clemens Goldschmidt und wohnte in der Fahrgasse. 1817 wurde er bestallter Armenarzt für die Quartiere I und II, ab 1821 für die Quartiere I, II und III. Seit seiner Studienzeit in Königsberg engagierte Goldschmidt sich in der Verbreitung des aufklärerischen Gedankenguts unter der allgemeinen Bevölkerung, um dieses im Alltag nützlich zu machen.
Seit November 1831 war er halbseitig gelähmt und musste seine ärztliche Tätigkeit aufgeben. Vier Jahre später starb er im Alter von 74 Jahren an einem apoplektischen Anfall. Goldschmidts Stiefsohn, der Fürstlich Reuß-Plauische Geheime Medizinalrat Dr. Alois Clemens Goldschmidt (1793–1869), setzte als erster Sekretär des Museums zu Frankfurt und als Schriftsteller die aufklärerischen Aktivitäten seines Ziehvaters fort.

## Einsatz für die Pockenschutzimpfung
Goldschmidt war der erste Arzt in Frankfurt, der die Effektivität und Vorteile der von Edward Jenner entwickelten Impfung mit Kuhpocken erkannte. Jenner hatte 1798 seine Forschungen unter dem Titel An Inquiry Into the Causes and Effects of the Variolae Vaccinae, Or Cow-Pox veröffentlicht und 1799 und 1800 um weitere Ergebnisse erweitert. Schon im folgenden Jahr veröffentlichte Goldschmidt eine Allgemeine Übersicht der Geschichte der Kuhpocken und deren Einimpfung als das sicherste und heilsamste Mittel zur gänzlichen Ausrottung der Menschenblattern.
Auf dem Titelblatt legt Goldschmidt die 140 Seiten umfassende Schrift „allen gefühlvollen und zärtlichen Eltern, denen das Leben und die Gesundheit ihrer Kinder lieb ist, nahe ans Herz“. Eine Widmung an den hochedlen und hochweisen Magistrat der freien Reichsstadt durfte nicht fehlen. In der Vorrede führt Goldschmidt aus, dass die Medizin eine Erfahrungswissenschaft sei, die sich in ständigem Fortschritt befindet. Es sei die Pflicht eines jeden Arztes, jede neue Entdeckung gehörig zu prüfen. Die Kuhpockenimpfung habe bereits dies Probe ausgehalten.
Der Haupttext ist sachlich gegliedert, nennt die jeweils benutzten Quellen und geht auch auf die bis dato vorgetragenen Einwände ein. Die Literaturliste umfasst alle bedeutsamen europäischen Publikationen jener Jahre. Im Anhang widerspricht er einer kurz zuvor von dem ebenfalls in Frankfurt tätigen Arzt Johann Valentin Müller publizierten Schrift, in der Müller der Kuhpockenimpfung jegliche Wirksamkeit abspricht.

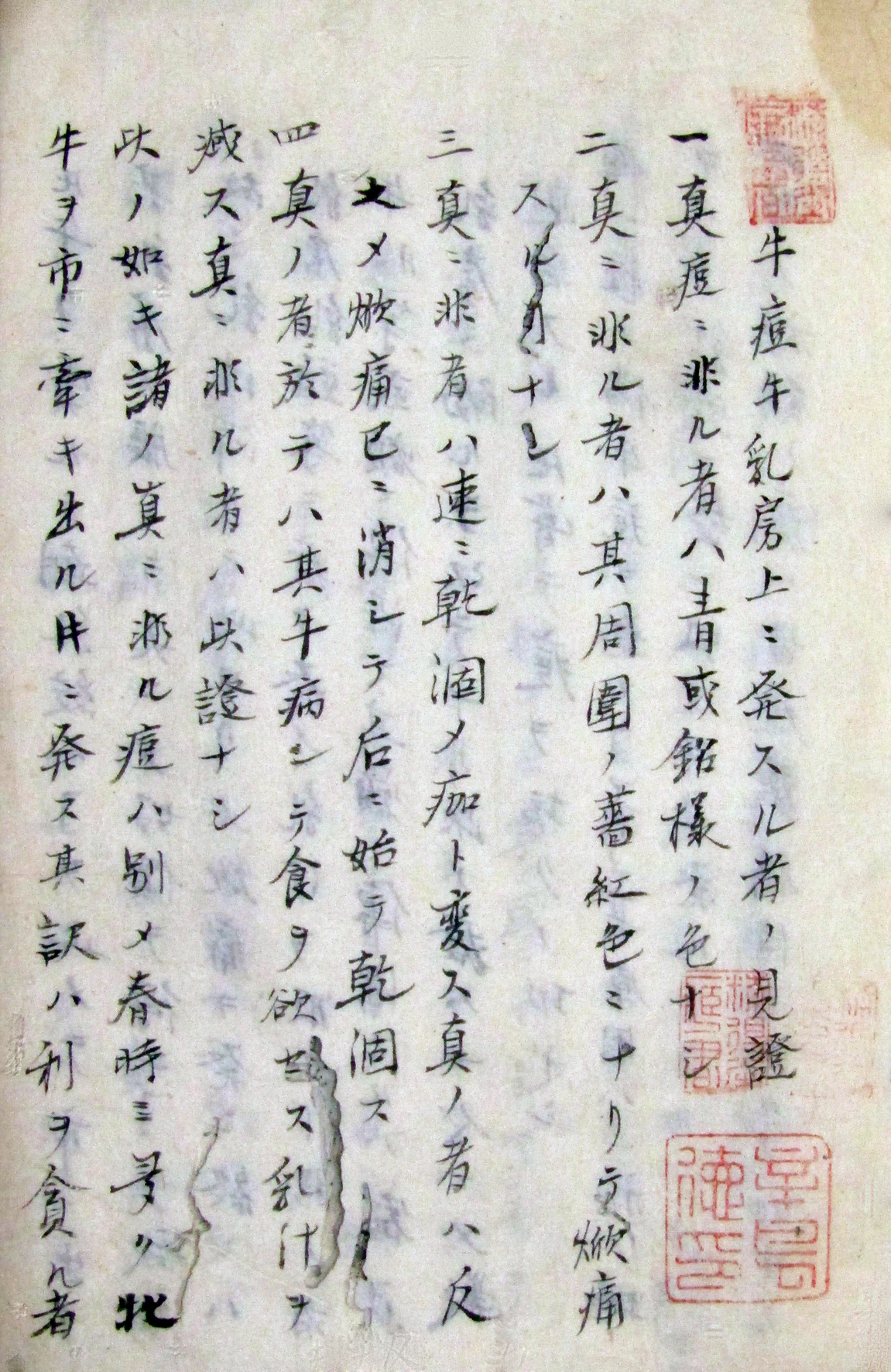
Japanischer Auszug aus Goldschmidts Buch. Einst im Besitz der Ärztefamilie Karashima (Nakatsu, Japan)

## Goldschmidts Buch in Japan
1802 erschien Goldschmidt Buch in einer von dem Rotterdamer Arzt Leonardus Davids besorgten niederländischen Übersetzung. David zählte wie Goldschmidt zu den Pionieren der Jennerschen Vakzination. Die klar gegliederte und gut lesbare Schrift gelangte bald nach Batavia (heute Djakarta) und von dort nach Nagasaki, wo die Niederländer die Handelsniederlassung Dejima betrieben. Engagierte Leiter und Ärzte dieser Niederlassung machten japanische Ärzte auf Goldschmidts Buch aufmerksam. Es wurde zunächst in Auszügen, um die Mitte des 19. Jahrhunderts, als erstmals aktives Vakzin nach Japan gelangte, dann vollständig übersetzt.

## Werke
- Dissertatio Momenta quaedam ad comparationem pathologiae humoralis cum nervosa. Praes. Ioh. Dan. Metzger [...] Autor et respondent Heymann Ios. Goldschmidt. Regiomonti, Typis G. L. Hartungii, 1780.
- Was ist das höchste Gut? Eine Betrachtung bey der Ehe-Verbindung des Herrn Samuel Wolff Friedländer mit der Demoiselle Rebecka Meyer Friedländer / von H.J. Goldschmidt. Königsberg, den 25 May 1788.
- Goldschmidt, Heimann Josef: Allgemeine Übersicht der Geschichte der Kuhpocken und deren Einimpfung als das sicherste und heilsamste Mittel zur gänzlichen Ausrottung der Menschenblattern. Frankfurt am Mayn: Behrens, 1801.
- Goldschmidt, H. J.: Algemeene beschouwing van de geschiedenis der koepokken, en derzelver inënting, als het zekerste en heilzaamste middel ter geheele uitroeijing der menschenpokken. Amsterdam: Johannes Allart, 1802.